# Tournoi pré-olympique de l'AFC 1991-1992, premier tour, groupe E
Navigation
Groupe D Groupe F
Cet article donne les résultats des matches du groupe E lors du premier tour du tournoi pré-olympique de l'AFC 1991-1992.

## Villes et stades
Le rencontres allers ont été disputées à Pyongyang en Corée du Nord du 15 au 23 août 1991 et les matches retours à Pékin en Chine entre le 26 août et le 3 septembre 1991.
| \| Pékin Pyongyang \| |
| Pékin Pyongyang       |

| Pékin Pyongyang |

## Classement
| Rang | Équipe             | Pts | J | G | N | P | Bp | Bc | Diff |  | Résultats (▼ dom., ► ext.) |      |     |     |      | Drapeau du Népal |
| ---- | ------------------ | --- | - | - | - | - | -- | -- | ---- |  | -------------------------- | ---- | --- | --- | ---- | ---------------- |
| 1    | Chine              | 15  | 8 | 7 | 1 | 0 | 51 | 1  | +50  |  | Chine                      |      | 1-0 | 3-0 | 17-0 | 10-0             |
| 2    | Corée du Nord (en) | 13  | 8 | 6 | 1 | 1 | 27 | 3  | +24  |  | Corée du Nord (en)         | 1-1  |     | 2-0 | 4-0  | 5-0              |
| 3    | Singapour (en)     | 7   | 8 | 3 | 1 | 4 | 14 | 16 | -2   |  | Singapour (en)             | 0-3  | 1-3 |     | 4-2  | 4-1              |
| 4    | Maldives (en)      | 3   | 8 | 1 | 1 | 6 | 5  | 47 | -42  |  | Maldives (en)              | 0-12 | 0-7 | 1-1 |      | 1-2              |
| 5    | Népal (en)         | 2   | 8 | 1 | 0 | 7 | 4  | 34 | -30  |  | Népal (en)                 | 0-4  | 0-5 | 1-4 | 0-1  |                  |

## Détail des rencontres
| 1ère journée | Corée du Nord (en) | 5 - 0   | Népal (en) | Stade Kim Il-sung Pyongyang, Corée du Nord |                                  |
| 15 août 1991 |                    | (? - ?) |            | Arbitrage : Samuel Yam-Ming Chan           | Arbitrage : Samuel Yam-Ming Chan |

| 15 août 1991 | Maldives (en) | 0 - 12  | Chine | Stade Kim Il-sung Pyongyang, Corée du Nord |                     |
|              |               | (? - ?) |       | Arbitrage : Nagaoka                        | Arbitrage : Nagaoka |

| 2ème journée | Corée du Nord (en) | 2 - 0   | Singapour (en) | Stade Kim Il-sung Pyongyang, Corée du Nord |                                    |
| 17 août 1991 |                    | (? - ?) |                | Arbitrage : Ibrahim Abharan Alvari         | Arbitrage : Ibrahim Abharan Alvari |

| 17 août 1991 | Népal (en) | 0 - 1   | Maldives (en) | Stade Kim Il-sung Pyongyang, Corée du Nord |                           |
|              |            | (? - ?) |               | Arbitrage : Poon Ming Fai                  | Arbitrage : Poon Ming Fai |

| 3ème journée | Corée du Nord (en) | 4 - 0   | Maldives (en) | Stade Kim Il-sung Pyongyang, Corée du Nord |                              |
| 19 août 1991 |                    | (? - ?) |               | Arbitrage : Vichai Charupunt               | Arbitrage : Vichai Charupunt |

| 19 août 1991 | Singapour (en) | 0 - 3   | Chine                             | Stade Kim Il-sung Pyongyang, Corée du Nord |                             |
|              |                | (0 - 0) | Hu Zhijun 75e 77e · Zhang Jun 81e | Arbitrage : Masahiro Sogawa                | Arbitrage : Masahiro Sogawa |

| 4ème journée | Népal (en) | 0 - 4   | Chine                                                    | Stade Kim Il-sung Pyongyang, Corée du Nord |                                    |
| 21 août 1991 |            | (0 - 3) | Cai Sheng 4e · Hu Zhijun 6e · Li Bing 15e · Gao Feng 60e | Arbitrage : Ibrahim Abharan Alvari         | Arbitrage : Ibrahim Abharan Alvari |

| 21 août 1991 | Maldives (en) | 1 - 1   | Singapour (en) | Stade Kim Il-sung Pyongyang, Corée du Nord |                     |
|              |               | (? - ?) |                | Arbitrage : Nagaoka                        | Arbitrage : Nagaoka |

| 5ème journée | Népal (en) | 1 - 4   | Singapour (en) | Stade Kim Il-sung Pyongyang, Corée du Nord |                                  |
| 23 août 1991 |            | (? - ?) |                | Arbitrage : Samuel Yam-Ming Chan           | Arbitrage : Samuel Yam-Ming Chan |

| 23 août 1991 | Corée du Nord (en) | 1 - 1   | Chine           | Stade Kim Il-sung Pyongyang, Corée du Nord |                              |
|              | ? 44e              | (1 - 0) | Hao Haidong 70e | Arbitrage : Vichai Charupunt               | Arbitrage : Vichai Charupunt |

| 6ème journée | Népal (en) | 0 - 5   | Corée du Nord (en) | Xiannongtan Stadium (en) Pékin, Chine     |                                           |
| 26 août 1991 |            | (? - ?) |                    | Arbitrage : Abdul Aziz Mohammed Al-Mullah | Arbitrage : Abdul Aziz Mohammed Al-Mullah |

| 26 août 1991 | Chine | 17 - 0  | Maldives (en) | Xiannongtan Stadium (en) Pékin, Chine |                         |
|              |       | (? - ?) |               | Arbitrage : Saad Khamis               | Arbitrage : Saad Khamis |

| 7ème journée | Singapour (en) | 1 - 3   | Corée du Nord (en) | Xiannongtan Stadium (en) Pékin, Chine  |                                        |
| 28 août 1991 |                | (1 - 1) |                    | Arbitrage : Abd Rashid Wan Jaafar (hu) | Arbitrage : Abd Rashid Wan Jaafar (hu) |

| 28 août 1991 | Maldives (en) | 1 - 2   | Népal (en)    | Xiannongtan Stadium (en) Pékin, Chine |                                     |
|              | ? ??          | (0 - 0) | ? 56e · ? 76e | Arbitrage : Mohammed Muhiseen Ariff   | Arbitrage : Mohammed Muhiseen Ariff |

| 8ème journée | Maldives (en) | 0 - 7   | Corée du Nord (en) | Xiannongtan Stadium (en) Pékin, Chine |                                |
| 30 août 1991 |               | (? - ?) |                    | Arbitrage : Mohammed Asif Qazi        | Arbitrage : Mohammed Asif Qazi |

| 30 août 1991 | Chine                                                             | 3 - 0   | Singapour (en) | Xiannongtan Stadium (en) Pékin, Chine     |                                           |
|              | Fan Zhiyi 19e · Zhai Biao (en) 79e · Feng Zhigang (en) 90e (pen.) | (1 - 0) |                | Arbitrage : Abdul Aziz Mohammed Al-Mullah | Arbitrage : Abdul Aziz Mohammed Al-Mullah |

| 9ème journée       | Chine | 10 - 0  | Népal (en) | Xiannongtan Stadium (en) Pékin, Chine |                         |
| 1er septembre 1991 |       | (? - ?) |            | Arbitrage : Saad Khamis               | Arbitrage : Saad Khamis |

| 1er septembre 1991 | Singapour (en) | 4 - 2   | Maldives (en) | Xiannongtan Stadium (en) Pékin, Chine |                                     |
|                    |                | (? - ?) |               | Arbitrage : Mohammed Muhiseen Ariff   | Arbitrage : Mohammed Muhiseen Ariff |

| 10ème journée    | Singapour (en) | 4 - 1   | Népal (en) | Xiannongtan Stadium (en) Pékin, Chine |                                |
| 3 septembre 1991 |                | (? - ?) |            | Arbitrage : Mohammed Asif Qazi        | Arbitrage : Mohammed Asif Qazi |

| 3 septembre 1991 | Chine         | 1 - 0   | Corée du Nord (en) | Xiannongtan Stadium (en) Pékin, Chine          |                                                |
|                  | Fan Zhiyi 27e | (1 - 0) |                    | Spectateurs : 27 000 Arbitrage : Shizuo Takada | Spectateurs : 27 000 Arbitrage : Shizuo Takada |